# Carex augustinowiczii
Espèce
Classification phylogénétique
Carex augustinowiczii est une espèce de plantes du genre Carex et de la famille des Cyperaceae.

## Description
Carex augustinowiczii mesure de 30 à 50 cm de hauteur et présente un rhizome peu stolonifère.

## Liste des variétés
Selon World Checklist of Selected Plant Families (WCSP) (6 juil. 2011) :
- Carex augustinowiczii var. augustinowiczii
- Carex augustinowiczii var. sharensis (Franch.) Ohwi